# Prva proleterska divizija NOVJ-a
Prva proleterska divizija NOVJ-a formirana je 1. studenoga 1942. od Prve proleterske brigade, Treće proleterske brigade i Treće krajiške brigade u Bosanskom Petrovcu. Smatrala se jednom od elitnih jedinica NOVJ-a.

## Borbeni put Prve proleterske divizije
Nakon osnivanja poduzela je nastupanje prema središnjoj Bosni. Od 19. studenoga do 4. prosinca 1942. godine uništila je garnizone u Sitnici, Čađavici, Mrkonjić Gradu, Jajcu (u suradnji s Trećom divizijom), Skender Vakufu i Kotor Varoši. Tijekom siječnja 1943. godine zauzela je Teslić i Prnjavor.
Tijekom Bitke na Neretvi u delti Neretve predstavljala je lijevu napadnu kolonu, te je sudjelovala u protudaru kod Gornjeg Vakufa i borbama protiv četnika kod Nevesinja i Kalinovika.
Tijekom Bitke na Sutjesci sudjelovala je u napadu u oblasti Foče krajem svibnja 1943., te je odigrala glavnu ulogu prilikom proboja obruča na Zelengori nanijevši težak udarac 369. hrvatskoj "Vražjoj" diviziji.
U lipnju 1943. iz sastava divizije izašla je Treća sandžačka brigada, a u studenome 1943. u stalni sastav divizije ušla je Trinaesta proleterska brigada. Od 1. rujna 1943. Prva proleterska divizija je bila u sastavu Prvog proleterskog korpusa. U sastavu divizije bile su još i Sedma krajiška brigada od sredine srpnja do sredine kolovoza 1943, Osma crnogorska brigada od 6. studenoga 1944. do 7. veljače 1945, brigada "Italija" (sastavljena od talijanskih dobrovoljaca) od 29. listopada 1944., te Artiljerijska brigada od 21. studenoga 1944. Od studenog 1943. u njen sastav je uključena Trinaesta proleterska udarna brigada "Rade Končar", s kojom je prošla kroz oštre borbe tijekom zimskih operacija 1944. godine, tj. operacija Reselšprung, Ribecal, te ofanzivne borbe u zapadnoj Srbiji u rujnu 1944, Beogradske operacije i Srijemskog fronta.
Prva proleterska divizija je krajem 1944 imala 12.367 boraca, a 15. travnja 1945. godine 11.775 boraca. Od 1. siječnja 1945. u sastavu je Prve jugoslavenske armije. Prva proleterska divizija završila je svoj ratni put 20. svibnja 1945. stacioniranjem u oblasti Trsta i Gorice.